# Алзада (Монтана)
Алзада (англ. Alzada) — переписна місцевість (CDP) в США, в окрузі Картер штату Монтана. Населення — 25 осіб (2020).

## Географія
Алзада розташована за координатами 45°1′14″ пн. ш. 104°24′46″ зх. д. / 45.02056° пн. ш. 104.41278° зх. д. (45.020549, -104.412787).  За даними Бюро перепису населення США в 2010 році переписна місцевість мала площу 1,33 км², уся площа — суходіл.

## Демографія
Згідно з переписом 2010 року, у переписній місцевості мешкало 29 осіб у 13 домогосподарствах у складі 9 родин. Густота населення становила 22 особи/км².  Було 21 помешкання (16/км²).
Расовий склад населення:
| - 100,0 % — білих |

До двох чи більше рас належало 0,0 %. Частка іспаномовних становила 0,0 % від усіх жителів.
За віковим діапазоном населення розподілялося таким чином: 17,2 % — особи молодші 18 років, 69,0 % — особи у віці 18—64 років, 13,8 % — особи у віці 65 років та старші. Медіана віку мешканця становила 53,5 року. На 100 осіб жіночої статі у переписній місцевості припадало 107,1 чоловіків;  на 100 жінок у віці від 18 років та старших — 118,2 чоловіків також старших 18 років.
Цивільне працевлаштоване населення становило 10 осіб. Основні галузі зайнятості: мистецтво, розваги та відпочинок — 60,0 %, сільське господарство, лісництво, риболовля — 20,0 %, роздрібна торгівля — 10,0 %, будівництво — 10,0 %.